# Fissidens carnosus
Fissidens carnosus är en bladmossart som beskrevs av Brotherus 1899. Fissidens carnosus ingår i släktet fickmossor, och familjen Fissidentaceae. Inga underarter finns listade i Catalogue of Life.